# Amrum

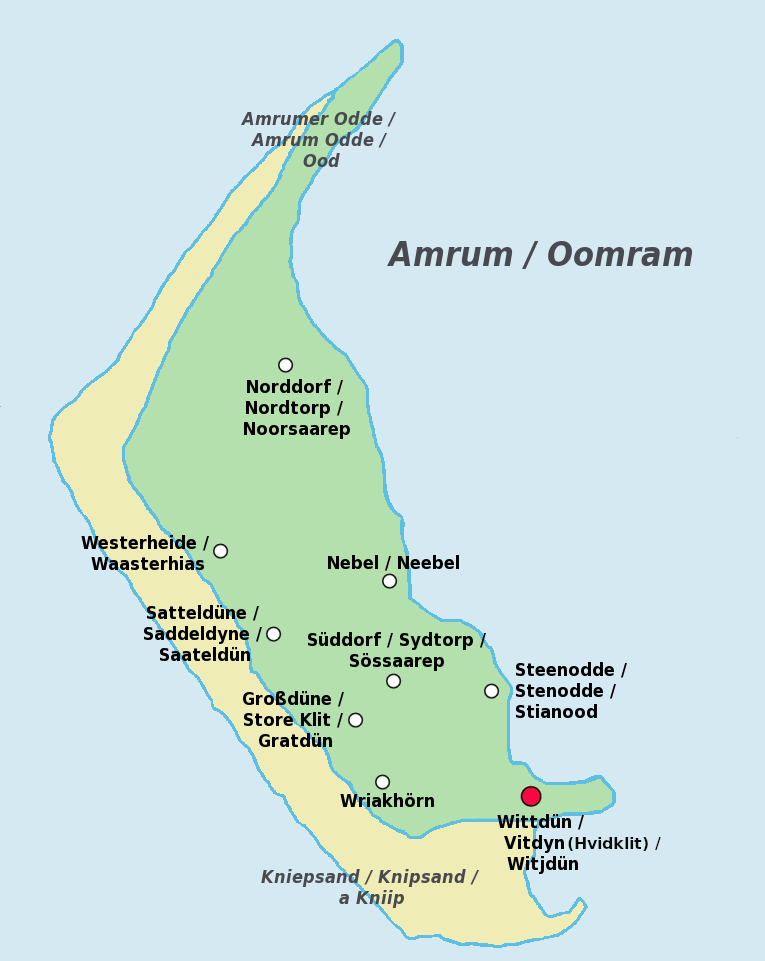
Amrum

Amrum (frisiska: Oomram) är en tysk ö i Nordsjön. Den tillhör Kreis Nordfriesland i Schleswig-Holstein, och Nordfrisiska öarna. Ön är 20,46 km² stor och har 2 300 invånare som bor i fem byar: Nebel, Norddorf, Steenodde, Süddorf och Wittdün.